# Stopira
Stopira, született Ianique dos Santos Tavares (Praia, 1988. május 20. –) zöld-foki válogatott labdarúgó, balhátvéd, a Torreense játékosa.

## Pályafutása

### Klubcsapatokban
Stopira szülővárosának csapatában kezdett futballozni, majd 2008-ban légiósnak állt és a portugál Santa Clarahoz szerződött. 2010-ben a spanyol élvonalbeli Deportivóhoz igazolt, azonban a felnőtt csapatban nem kapott lehetőséget, így visszaigazolt Portugáliába, a Feirense együtteséhez.

#### Videoton
2012 júniusában átigazolt a portugál Feirense csapatától a Videotonhoz.
A klubnál részese volt a 2012-es őszi Európa Liga-menetelésnek is, melynek során a csapat bejutott a csoportkörbe, ahol – bár végül nem jutott tovább – jól szerepelt.

### A válogatottban
Zöld-foki Köztársaság labdarúgó-válogatottjában 2008. június 22-én mutatkozott be Mauritius legjobbjai ellen. Azóta több mérkőzésen is képviselhette hazáját, köztünk vb-selejtező meccseken is.
2014 végén érkezett a hír, hogy bekerült a 2015-ös Afrikai Nemzetek Kupájára készülő válogatott szűk, 23-as keretébe.
Az Afrikai Nemzetek Kupáján hazája válogatottjának mindhárom csoportmeccsén a kezdőcsapat tagja volt, és mind a három mérkőzést végig is játszotta. A Zöld-foki Köztársaság válogatottja veretlenül, három döntetlennel (és 1-1-es gólkülönbséggel) zárta a csoportot, ezzel nem jutott tovább a B jelű négyesből, hiszen csak a harmadik helyen végzett csoportjában.
2021. november 13-án a Közép-afrikai Köztársaság ellen 2–1-re megnyert világbajnoki selejtező mérkőzésen győztes gólt szerzett. Három nappal később a Nigéria ellen 1–1-re végződő találkozón újabb gólt lőtt.

### Góljai a zöld-foki szigeteki válogatottban
| #  | Dátum              | Ellenfél                  | Eredmény | Kiírás                 | Esemény |
| -- | ------------------ | ------------------------- | -------- | ---------------------- | ------- |
| 1. | 2018. október 12.  | Tanzánia                  | 3 – 0    | ANK-selejtező          | 85' 86' |
| 2. | 2021. november 13. | Közép-afrikai Köztársaság | 2 – 1    | Világbajnoki selejtező | 75'     |
| 3. | 2021. november 16. | Nigéria                   | 1 – 1    | Világbajnoki selejtező | 5'      |

## Sikerei, díjai

### Klubcsapattal
Videoton
- Magyar bajnok: 2014–15, 2017–18
- Magyar kupagyőztes: 2018–19
- Európa-liga: csoportkör